# Vila Bela da Santíssima Trindade
Vila Bela da Santíssima Trindade – miasto i gmina w Brazylii, w stanie Mato Grosso.